# 팬택 이자르
팬택 스카이 이자르(Pantech SKY Izar)는 팬택이 2010년 7월 6일에 출시한 스마트폰이다. 구혜선을 모델로 기용한 여성향 타겟 모델로서 초기에 블랙, 화이트가 출시되었으며 추후에 핑크 색상이 추가되었다. 대한민국 시장에 출시된 스마트폰 중 최초로 유심 기반의 금융서비스 기능을 지원하는 모델이다.

## 운영 체제/소프트웨어

### 안드로이드 2.2 프로요
프로요 업데이트가 되었다.

## 색상
- 블랙
- 핑크
- 화이트